# Escuela de Nivel Medio Superior de Celaya
La Escuela de Nivel Medio Superior de Celaya (ENMS de Celaya), comúnmente llamada la Prepa Oficial, es una de las once escuelas del Colegio de Nivel Medio Superior de la Universidad de Guanajuato, dedicada a la enseñanza media superior (preparatoria) con sede en la ciudad Celaya (Guanajuato). Tiene un plan de estudios de bachillerato general en cinco bachilleratos diferentes, además de actividades artísticas y deportivas.
Hoy día la población estudiantil de la Escuela Preparatoria de Celaya es de 1250 alumnos, el personal docente está integrado por 85 maestros y en el área administrativa se cuenta con 10 secretarias, dos prefectos y 15 auxiliares administrativos.[cita requerida]

## Bachilleratos
- Ciencias Sociales y Humanidades;
- Económico-Administrativas;
- Artes;
- Ingenierías;
- Ciencias Naturales, Exactas y de la Salud.
- Arquitectura

## Actividades artísticas y deportivas
| Deportivas | Artísticas |
| --- | --- |
| - Basquetbol - Voleibol - Fútbol - Fútbol Rápido - Ajedrez - Karate Do - Natación - Balonmano - Tae Kwon Do - Atletismo - Yoga | - Teatro - Coro - Danza Contemporánea - Pantomima - Música Latinoamericana - Danza Folclórica - Violín - Piano - Danzas Polinesias - Guitarra - Baile Moderno - Porristas - Gaming |

## Historia
Los antecedentes de la Escuela Preparatoria de Celaya se remontan al año de 1925 cuando el gobernador de Guanajuato, Enrique Colunga, fundó en Celaya la Escuela Secundaria. Sus actividades iniciaron en enero de 1926 siendo su primer director Francisco Paredes. Originalmente su sede se ubicó en el antiguo Mesón de la Parra, ubicado en la calle Hidalgo 37, zona Centro, donde ahora se encuentra la Escuela Primaria Urbana Estatal N.º 4 Morelos.
En el año de 1933 la institución educativa establece la carrera de Contador Privado y en 1939 la de Enfermera Partera.
En 1943 el profesor Luis Morín Zavala inició las gestiones para elevar la Escuela Secundaria a la categoría de Preparatoria.
En febrero de 1945 se fundó el Instituto Celayense, con una población estudiantil de cuarenta alumnos. Su primer director fue Xavier Guerrero Rico. Al poco tiempo se cambió de nombre a Escuela Preparatoria y Profesional de Celaya.
En 1953 el gobernador José Aguilar y Maya destinó del erario público los recursos necesarios para la construcción de un nuevo edificio (inmueble actual de la escuela), que fue oficialmente inaugurado el 13 de febrero de 1955. Entre los benefactores de esta Casa de Estudios —tal y como lo menciona en la placa—: 

Lic. Enrique Colunga, Dr. Francisco Paredes, D. Agustín Arroyo, Lic. Vicente Martínez Borja, D. Ernesto S. Gallardo, D. Ernesto Hidalgo, D. Rodolfo Lozada, Ing. Raúl Nieto Gómez, Lic. Matías Hernández y el Lic. José Aguilar y Maya.

En 2008 la escuela cambió su nombre a Escuela de Nivel Medio Superior de Celaya, a consecuencia de la reforma a Ley Orgánica de la Universidad de Guanajuato.

## Lista de presidentes de Mesa Directiva
- Pablo Alfredo Damián Medina (2015-2016)
- Eugenio Pérez Páramo (2016-2017)
- Abraham Piña Miranda (2017- 2018)
- Melissa Gómez Pérez (2018-2019)
- Luis Francisco Franco Ramírez (2019-2020)
- Sandra Abigail Franco Ramírez (2020-2021)
- Diané Estephania Campos Hernández (2021-2022)
- Betsy María López Rodríguez (2022-2023)
- Blanca Tapia (2023-2024)
- Melany Paloma Alanis Guapo (2024-2025)

## Lista de directores
| - Lic. Xavier Guerrero Rico - Prof. José Guadalupe Meave - Dr. Alfredo Morín Zavala - Lic. José de Jesús Macías Torres - Lic. Francisco Ramírez Maldonado - Lic. Ángel Martínez Inda - Lic. Fernando Coello Rebolledo - Dr. Rubén Medina Martínez | - Lic. José de Jesús Macías Torres - Lic. Amado Carrillo Fuentes - Lic. Rodolfo Arteaga Paredes - Lic. Augusto Larrauri Jiménez - Lic. Julio Gabriel González González - Lic. Salvador Ramírez Montoya - Lic. Antonio Procel Cabrera - Lic. J. Raúl Rosillo Arroyo - Lic. Guillermo Ramos Palma |